# Nutjak
Nutjak (Nutiak, Nućak, Noćak), kasnosrednjovjekovna utvrda u kanjojnu rijeke Cetine, kod Trilja. Stanovnici Trilja i Garduna je jednostavno zovu "Kuletina"; predstavlja arheološko nalazište i zaštićeno kulturno dobro.

## Karakteristike utvrde
Utvrda Nutjak nalazi se oko 3 km nizvodno od Trilja. Podignuta je na litici iznad desne obale rijeke Cetine. Krajem 15. st. poljički vojvoda Žarko Dražojević inicirao je izgradnju tvrđave kako bi ojačao sjevernu granicu Poljičke kneževine u obrani od Turaka. Glavni ulaz u tvrđavu nalazi se na zapadnom bedemu koji je djelomično sačuvan u dužini od oko 7 m i visini od 4 m. Unutar tvrđave otkriveno je manje dvorište, niz objekata i prostorija čija namjena nije još određena. Cijelim sklopom dominira velika kružna kula, zidana od djelomično obrađenih kamenih blokova vezanih žbukom, s dva lica ziđa i ispunom od manjeg kamena i žbuke. Na terasama južno od kule nalaze se temeljni ostatci drugih objekata, a sjeverozapadno se pruža prilazni put.

## Povijest utvrde
Nalazi se na početku sutjeske rijeke Cetine nizvodno od Trilja. Smješten je na litici iznad desne obale rijeke, na povijesnoj međi između starohrvatske županije Cetine i Poljica.
Izgradio ga je krajem 15. stoljeća poljički knez Žarko Dražojević (1438. – 1508.) radi zaštite krajeva zapadno od rijeke Cetine pred turskim prodorima, no već početkom 16. st., prije 1513. godine, dolazi pod osmansku vlast. Oslobođen je u Morejskom ratu, 1685. godine kada je ponovno došao u posjed Poljičana. Godine 1701. došao je pod mletačku vlast kada je obnovljen, a protjerivanjem Osmanlija iz Imotskoga, 1717. godine, izgubio je obrambeni značaj nakon čega propada.
Djelomično je arheološki istražen, a njegovi ostaci su konzervirani. Od 2006. godine vode se zaštitna arheološka istraživanja pod vodstvom kustosice Muzeja triljskog kraja gđa. Angele Tabak. U njegovoj neposrednoj blizini danas se nalazi most preko rijeke Cetine na Autocesti A1.
Prilaz kuli je moguć stazom, koja se na četvrtom kilometru odvaja od ceste Trilj - Bisko. Uspon traje 15 minuta.

## Zaštita
Pod oznakom Z-5289 zaveden je kao nepokretno kulturno dobro - pojedinačno, pravna statusa zaštićena kulturnog dobra, klasificirano kao "profana graditeljska baština".

## Vanjske poveznice
- Nutjak – Hrvatska enciklopedija